# Andy Lehrer
Andy Z. Lehrer, född den 16 maj 1930 i Iași, död 2014, var en rumänsk entomolog specialiserad på köttflugor och spyflugor. Från 1996 fram till sin död arbetade han vid Tel Aviv University.
Auktorsnamnet Lehrer kan användas för Andy Lehrer i samband med ett vetenskapligt namn inom zoologin; se Wikipedia-artiklar som länkar till auktorsnamnet.